# هندسة فراغية

اسطوانة دائرية قائمة

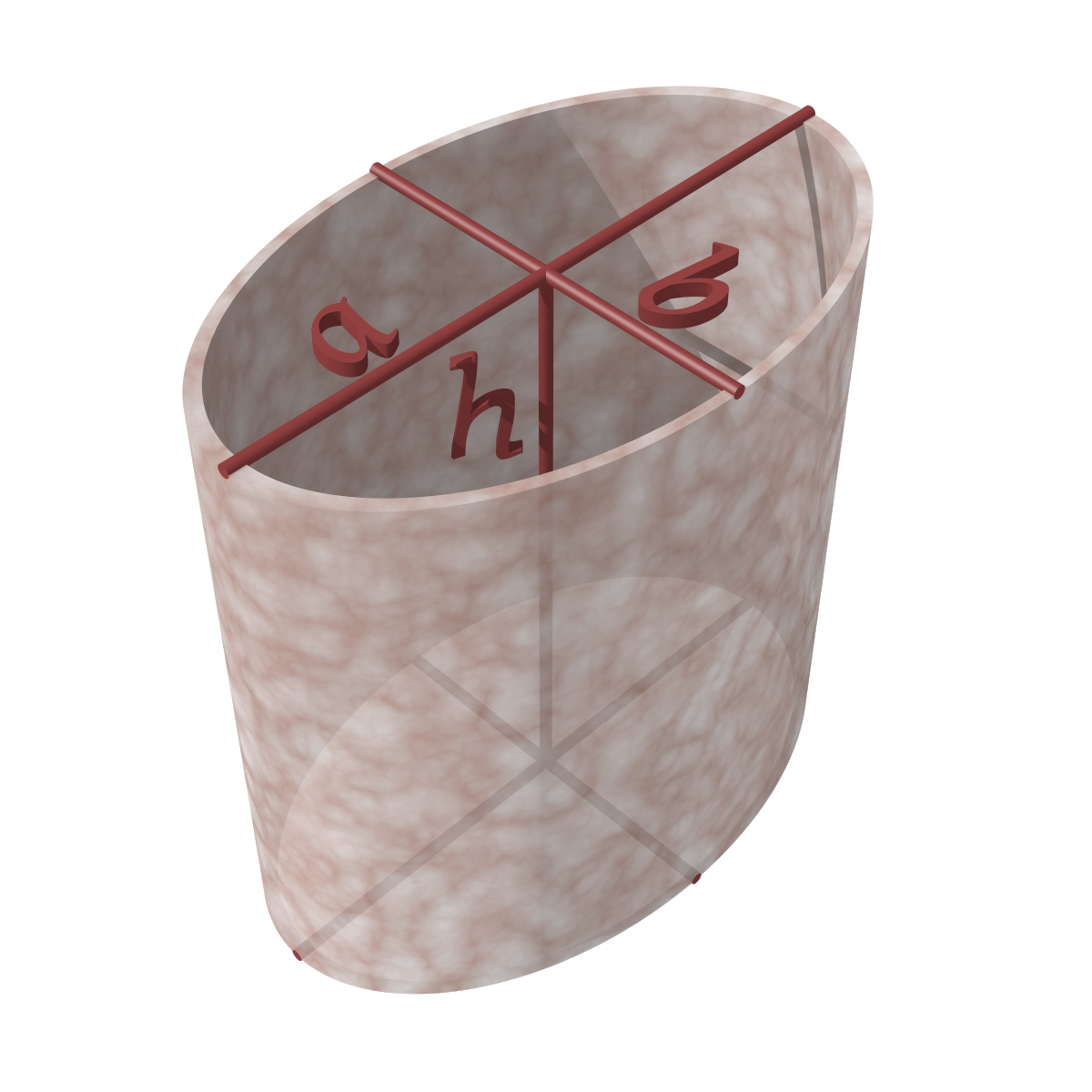
اسطوانة مخروطية

في الرياضيات، الهندسة الفراغية هي الهندسة الإقليدية مطبقة في فضاء إقليدي ثلاثي الأبعاد مشابه للفضاء الذي نعيش فيه. تهتم الهندسة الفراغية بدراسة الأشكال الهندسية ثلاثية الأبعاد مثل المكعب، المنشور، المخروط، الهرم، الاسطوانة، الكرة، تقاطع المستويات والمستقيمات. وهناك العديد من البرامج المهمة التي تستخدم في شرح الهندسة الفراغية منها برنامج السبورة الذكية.
وتهتم الهندسة الفراغية بدراسة أحجام ومساحات أسطح هذه الأجسام وعلاقة بعضها ببعض وفق قوانين ونظريات مبرهنة ثابتة.

## مصطلحات في هندسة الفضاء
المستقيمان المتخالفان
هما مستقيمان لا يمكن أن يحتويهما مستوى واحد ولا يتقاطعان ولا يكونان متوازيان ويوجد دائما مستويان متوازيان يمران بهما .
المسقط العمودي(لنقطة على مستوى)
تسمى نقطة تلاقي العمود النازل من نقطة خارج مستوى على هذا المستوى بالمسقط العمودي للنقطة على المستوى.
الموضوعة (أو المُسلَّمة)
هي عبارة تٌقبل صحتها دون برهان.
المسميات الأولية
هي كلمات غير معرفة مثل النقطة والمستقيم والمستوى وتستخدم لتعريف بعض المفاهيم أو وصف أشياء معينة.
المستوي (أو المستوى)
سطح يمتد إلى ما لا نهاية في جميع الاتجاهات ويمثل هندسياً بشكل رباعي أو أي منحنى مغلق ويرمز له بأحد الأحرف س، ص، ع... أو بثلاث نقاط عليه ليست على استقامة واحدة أ، ب، جـ ويسمى المستوى أ ب جـ، وهو يضم مجموعة غير منتهية من النقاط.

هو مجموعة غير منتهية من النقاط ويرمز له بالرمز (ف) وتكون الخطوط والمستقيمات والمستويات والسطوح والأجسام مجموع جزئية منه.
النقاط المستقيمة
هي نقاط تقع على مستقيم واحد.
النقاط المستوية
هي نقاط على مستوى واحد.
الزاوية بين مستقيمين متخالفين
هي الزاوية التي يصنعها أحدهما مع أي مستقيم قاطع
له وموازٍ للآخر.
الزاوية الزوجية
هي الزاوية الناتجة من اتحاد نصفي مستويين مشتركين في مستقيم.
الزاوية المستوية لزاوية زوجيه
هي الزاوية التي تنشأ من تقاطع الزاوية الزوجية مع
مستوى عمودي على حرفها.
قياس الزاوية الزوجية
هو قياس أي زاوية من زواياها المستوية الناتجة من تقاطع
الزاوية الزوجية مع مستوى عمودي على حرفها.
الزاوية بين مستقيم ومستوى
هي الزاوية بين المستقيم ومسقطه العمودي على
المستوى.
إذا كان مستقيم عمودياً على كل مستقيم في المستوى قيل إن : المستقيم عمودي على
المستوى أو المستوى عمودي على المستقيم.
المستقيم المائل على مستوى
هو المستقيم غير العمودي على مستوى معلوم وقاطع له.
يقال للمستويين إنهما متعامدانإذا كانت الزاوية الزوجية بينهما قائمة.

## نظريات ونتائج

### نظرية 1
إذا عامد مستوى أحد مستقيمين متوازيين فهو يعامد الآخر.

#### نتيجة 1
إذا تعامد مستقيم مع مستقيمين متقاطعين فهو يعامد المستوي الذي يعينانه. سواء مر بنقطة تقاطعهما أو لم يمر.

### نظرية 2
أي مستقيمين عموديين على مستوي واحد متوازيان.

### نظرية 3
إذا عامد مستقيم أحد مستويين متوازيين فإنه يعامد الآخر.

### نظرية 4
أي مستويين عموديين على مستقيم واحد فإنهما متوازيان.